# Villarejo-Sobrehuerta
Villarejo-Sobrehuerta es una localidad española del municipio de Torrejoncillo del Rey, perteneciente a la provincia de Cuenca, en la comunidad autónoma de Castilla-La Mancha.

## Geografía
Confina con las siguientes localidades:
- Al norte con Naharros.
- Al noreste con Villar del Horno.
- Al este con Abia de la Obispalía.
- Al sur con Huerta de la Obispalía.
- Al oeste con Torrejoncillo del Rey y Horcajada de la Torre.

## Historia
Así se describe a Villarejo-Sobrehuerta en el tomo XVI del Diccionario geográfico-estadístico-histórico de España y sus posesiones de Ultramar, obra impulsada por Pascual Madoz a mediados del siglo XIX:

Villa con ayuntamiento en la provincia, diócesis y partido judicial de Cuenca (6 leguas), audiencia territorial de Albacete (20) y capitanía general de Castilla la Nueva (Madrid 19). Situada en terreno arenoso y a la margen del río Záncara; su clima es frío, bien ventilado y sano. Consta de 90 casas de pobre construcción, a excepción de 6 que son regulares; las calles son todas malas, menos la que atraviesa la población de N a S; hay una plaza cuadrada en la cual se halla la casa de ayuntamiento, cárcel, pósito y posada; la escuela de primeras letras está concurrida por 20 alumnos de ambos sexos y dotada con 1.265 reales pagados del fondo de propios y de censos; para surtido del vecindario hay una fuente de buena agua fuera de la población; la iglesia parroquial (San Pedro y San Pablo) es aneja de la de Villar del Horno. El término confina por N con el de Naharros; E Abia de la Obispalía; S Huerta de la Obispalía, y O Torrejoncillo del Rey; su terreno disfruta de monte y llano, y es medianamente productivo, a excepción de la parte de vega, que es mejor; hay algunas alamedas de olmo y chopo de dominio particular; le cruzan 2 arroyos y el río Záncara, al cual se unen los primeros; los caminos son locales y malos; la correspondencia se recibe de Horcajada. Producciones: trigo, cebada, centeno, legumbres, patatas y algún vino; se cría ganado lanar y cabrío, y caza de liebres, perdices y conejos. Industria: la agrícola y los oficios indispensables de sastre, tejedores, etc. Comercio: la venta del sobrante de sus productos y la importación de algunos artículos. Población: 78 vecinos, 310 almas. Capital productivo: 1.212.720 reales. Imponible: 60.636. El presupuesto municipal asciende a 6.291 reales y se cubre con el producto de las fincas de propios y otros arbitrios.
Diccionario geográfico-estadístico-histórico de España y sus posesiones de Ultramar

## Demografía
| Gráfica de evolución demográfica de Villarejo Sobrehuerta entre 1842 y 1970 |
| |
| Población de derecho según los censos de población del INE Población de hecho según los censos de población del INEEn este censo se denominaba Villarejo Sobre Huerta: 1842 En este censo se denominaba Villarejo Sobre-Huerta: 1857 Entre el censo de 1981 y el anterior, este municipio desaparece porque se integra en el municipio 6211 (Torrejoncillo del Rey) |

Evolución de la población
| Gráfica de evolución demográfica de Villarejo-Sobrehuerta entre 2000 y 2017 |
|                                                                             |
| Población de derecho (2000-2017) según el padrón municipal del INE          |

## Patrimonio
Hay una iglesia dedicada a san Pedro y san Pablo.